# Buxus citrifolia
Buxus citrifolia es una especie de planta de flores perteneciente a la familia Buxaceae. Es endémica de Colombia, Panamá y Venezuela. Está tratada en peligro de extinción por pérdida de hábitat. 

## Taxonomía
Buxus citrifolia fue descrita por (Willd.) Spreng. y publicado en Systema Vegetabilium, editio decima sexta 3: 847. 1826.

### Etimología
- Buxus: nombre genérico que deriva del griego antiguo bus, latinizado buxus, buxum que es nombre dado al boj.[3]

- citrifolia: epíteto latino que significa «con las hojas de Citrus».[4]

### Sinonimia
- Buxus aquartiana Rich. ex Baill.
- Buxus citrifolia var. brevipes Müll.Arg.
- Tricera citrifolia Willd. basónimo[5]